# Classe Vigilante

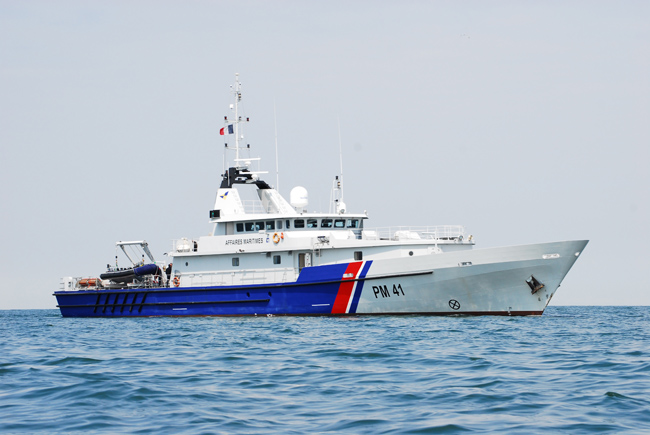
Le Thémis (PM41) des Affaires maritimes (2010).

La Classe Vigilante est une classe de patrouilleurs construite par les Constructions mécaniques de Normandie. Leur mission est la surveillance de la navigation, le secours en mer, la protection des pêches, le contrôle de la pollution, la lutte contre les trafics illicites et l'immigration clandestine ou la protection des plates-formes pétrolières ou de gaz.

## Gamme
- Vigilante 200 BR42 ;
  -  Brésil (27)
- Vigilante 400 CL52 ;
  -  France Thémis (PM41)
- Vigilante 400 CL54 ;
  -  France Classe P400
- Vigilante 1400 CL79.